# Dulce Beat Live
Dulce Beat Live es el primer álbum en vivo de la banda mexicana de pop electrónico, Belanova. El álbum fue grabado en el Foro Expo Guadalajara Jalisco, el 10 de marzo de 2006, como parte de su gira Nacional, promocionando el álbum Dulce Beat.
Fue lanzado el 1 de noviembre de 2006 en México y el 21 de noviembre en Estados Unidos.

## Formatos
Está disponible en formatos de CD y DVD y en formato de solo DVD.

## Éxito
El álbum fue un rotundo éxito en México, donde alcanzó el número once en el Top 100 Albums Chart, ha vendido más de 50,000 ejemplares con certificación Oro. El DVD alcanzó el número uno en las listas de DVD's musicales, y hasta ahora ha recibido certificado Oro, vendiendo más de 10,000 copias en México.

## Información general
"Dulce Beat Live" contiene dieciséis canciones grabadas en vivo el 10 de marzo de 2006, en el Foro Expo de la ciudad de Guadalajara, Jalisco, México.
Incluye los once temas de Dulce Beat (segundo álbum de Belanova), tres canciones de su álbum debut Cocktail y dos covers, 
Boys Don't Cry de The Cure y I Feel Love de Donna Summer, además de incluir duetos con Coti en "Tus Ojos", a Joselo de Café Tacuba en "Mírame", "Tal Vez" y "Rosa Pastel" y a Brian Amadeus de Moderatto en "Aún Así Te Vas". Adicionalmente contiene un DVD con todos los temas.
En el corte final del disco algunas canciones que fueron cantadas en ese concierto no se encuentran en este, tales como “Suele Pasar (versión original)”, “Barco de Papel” e “Y…” se desconoce la razón de porque estas canciones no se encuentran más que en canal de YouTube de Universal México (12/03/09).

## Lista de canciones
| Dulce Beat Live |                                              |          |  |
| N.º             | Título                                       | Duración |  |
| 1.              | «Intro»                                      | 1:19     |  |
| 2.              | «Niño»                                       | 3:42     |  |
| 3.              | «What A Shame / I Feel Love»                 | 6:09     |  |
| 4.              | «Tus Ojos» (a dueto con Coti)                | 5:24     |  |
| 5.              | «Te Quedas O Te Vas»                         | 3:58     |  |
| 6.              | «Sexy»                                       | 3:15     |  |
| 7.              | «Escena Final»                               | 4:16     |  |
| 8.              | «Soñar»                                      | 4:57     |  |
| 9.              | «Mírame» (a dueto con Joselo)                | 3:22     |  |
| 10.             | «Tal Vez» (a dueto con Joselo)               | 3:19     |  |
| 11.             | «Rosa Pastel» (a dueto con Joselo)           | 3:43     |  |
| 12.             | «Por Ti»                                     | 3:48     |  |
| 13.             | «Boys Don't Cry»                             | 3:44     |  |
| 14.             | «Aun así te vas» (a dueto con Brian Amadeus) | 6:14     |  |
| 15.             | «Me pregunto»                                | 4:44     |  |
| 16.             | «Miedo»                                      | 4:01     |  |
| 17.             | «Suele Pasar» (Mijangos Extended Mix)        | 6:24     |  |

| Dulce Beat CD en vivo |                     |          |  |
| N.º                   | Título              | Duración |  |
| 1.                    | «Audio»             |          |  |
| 2.                    | «Concierto»         |          |  |
| 3.                    | «Detrás de cámaras» |          |  |

## Créditos
- Ricardo Arreola - Guitarra, Bajo
- Denisse Guerrero - voz
- Edgar Huerta - Teclados, programación